# Полуотворена предна незакръглена гласна
Полуотворената предна незакръглена гласна е вид гласен звук, използван в някои говорими езици. Символът в МФА, който представлява този звук, е латинизиран вариант на гръцкия малък епсилон, ɛ. В българския той съответства на звука, обозначаван с „е“.
Полуотворената предна незакръглена гласна се използва в езици като английски (bed, [bɛd]), италиански (bene, [ˈbɛːne]), мандарин (天, [tʰi̯ɛn˥]), немски (Bett, [b̥ɛt]), нидерландски (bed, [bɛt]), полски (ten, [t̪ɛn̪]), руски (это, [ˈɛt̪ə]), френски (bête, [bɛt̪]).